# Tabassarãs
Tabassarãs são um grupo étnico nativo do norte do Cáucaso, habitando principalmente o sul da república russa do Daguestão. Sua população total é de cerca de 150 mil pessoas, sua principal língua é o idioma Tabassarã e são predominantemente muçulmanos sunitas.

## História
As primeiras menções ao povo Tabassarã vem de historiadores armênios do século VII D.C., já os descrevendo como um povo habitante do Daguestão. 
Historiadores árabes do século VIII batizaram o território habitado por este povo de "Tabaristão". Foi no século VIII que os árabes conquistaram o norte do Cáucaso, levando o Islã para a região.
No século XIX, a região foi anexada pelo Império Russo, quando a região do Daguestão, e consequentemente as terras dos Tabassarãs, passaram a fazer parte da Rússia Czarista, passando posteriormente ao domínio da União Soviética e, contemporaneamente, da Federação Russa.

## Cultura
Os Tabassarãs são um povo indígena norte caucasiano, relacionados com povos vizinhos da região como os lezguianos. Seu idioma nativo é o Tabassarã, da família das línguas caucasianas.
Em sua vasta maioria os Tabassarãs são muçulmanos sunitas, seguindo a escola Xafeísta   de jurisprudência.
1. ↑  https://www.ethnologue.com/language/tab
2. ↑  http://www.perepis-2010.ru/results_of_the_census/tab5.xls